# 女性主義歷史學
女性主義歷史學是指從女性的視角重新閱讀歷史。這與女性主義的歷史不同，後者概述了女性主義運動的起源和發展過程。它也與婦女史有所不同，婦女史關注的是女性在歷史事件中的角色。女性主義歷史學的目標是通過重新發現女性作家、藝術家、哲學家等，探索和照亮歷史中的女性視角，以恢復和展示過去女性聲音和選擇的重要性。   女性主義歷史學旨在改變歷史的本質，將性別納入歷史分析的所有方面，同時也通過批判性的女性主義鏡頭進行審視。吉爾·馬修斯（Jill Matthews）指出，「這種變化的目的是政治性的：挑戰那些貶低和壓迫女性的歷史學科實踐，並創造允許女性自主和自我定義空間的實踐。」

女权主义历史试图解决的两个特殊问题是将妇女排除在历史和哲学传统之外，以及其中对妇女或女性的负面描述；然而，女权主义历史不仅仅关注性别问题本身，而是以更全面和平衡的方式重新解释历史。
如果我們將女性主義視為一種思維模式，它堅持認為性別之間的差異和不平等是歷史進程的結果，而非盲目的「自然」現象，那麼我們就能理解為什麼女性史總是有著雙重 使命—— 一方面，從被輕視和模糊中解救出女性的生活、經歷和心態，這些女性被非自然地放置於此；另一方面，重新審視和重寫整個歷史敘事，以揭示性別的構建 和運作機制。—— —苏珊·佩德森
「消失的女性」一直是女性主義學術界的焦點。 對婦女歷史和文學的研究揭示了被忽視的文化的豐富遺產。  

## 了解女权主义历史
女性主義歷史學結合了對過去女性學者的尋找和現代女性主義視角對歷史的影響。雖然許多人將其誤解為女性歷史，女性主義歷史並不僅僅專注於從女性視角重新敘述歷史。更確切地說，它是用女性主義的思考框架來解釋歷史。它也不應與女性主義歷史混淆，後者敘述了女性主義運動的歷史。在女性主義史學家的工作描述中，反而包含了「文化和社會調查」。隨著女性開始記錄自己和其他女性的生活故事，女性主義歷史學應運而生。其中一些人，如蘇珊·B·安東尼和奧黛麗·洛德，記錄了他們的女性主義運動的歷史。
女性主義歷史學家蒐集資料以分析，並通過分析來建立聯繫。他們不僅僅記錄女性歷史，還讓人們能夠與「公共歷史」建立聯繫。然而，在將這種改進的歷史整合到適合學生的課程中仍存在問題。最後，女性主義歷史學家現在必須能夠理解數位人文學科，涉及創建包含他們的主要資源以及著名女性主義歷史學家所做的公開作品的在線數據庫。女性主義數字人文學者與女性主義歷史學家合作，揭示兩種歷史的在線整合。哈佛大學的婦女研究數據庫包含諸如Gerritsen Collection之類的資源，這些資源允許女性主義者撰寫學術論文，並公開傳達一個事實：存在不止一種歷史，並且在合併它們方面取得了進展。

## 与女性历史的关系
女性主義歷史學家利用女性歷史來探索過去女性的不同聲音。這種資訊的收集需要專家的幫助，這些專家已將自己的生活奉獻給了這項追求。它為歷史學家提供了對歷史整合至關重要的一手資料。如Fiedler的《牆壁倒塌了嗎？（來自東柏林的女性主義視角）》等第一手賬戶記錄了過去女性的日常生活。它記錄了這些女性的生活如何受到政府法律的影響。女性歷史學家進一步解釋這些法律如何改變了這些女性的生活，但女性主義歷史學家依賴這些資訊來觀察「消失的女性」。菲德勒甚至提到，「這些女性主義者在遇到既是賢妻良母又喜歡外出工作的普通東方女性時感到失望。」因為這些女性主義者只了解德意志民主共和國的公共歷史，他們將自己投射到了想像中。
在調查東方女性的生活時，他們發現，儘管德意志民主共和國（GDR）的社會主義政策鼓勵女性參與勞動力市場，但卻沒有女性參與制定這些政策。父權制再次創造了一個將女性排除在外的公共歷史。類似於Fiedler的被忽視的文化記錄的發現，使女性歷史學家能夠創建大型數據庫，供女性主義歷史學家使用。這些資源被歷史學家分析，與同一時期發表的學術作品進行比較。找到同一時期的作品並不太困難，但挑戰在於如何將他們從資源中學到的與他們從作品中知道的結合起來。

## 整合與探索
女性主義歷史學家主要關注兩種特定的歷史。第一種是公共的、單一的歷史，它由政治事件和報紙組成。第二種則由女性歷史和分析的一手資料構成。這兩種歷史的整合幫助歷史學家以更女性主義的視角來看待過去，正如女性主義歷史學家所做的那樣。北卡羅來納大學的彼得·G·菲利恩教授在其論文《整合女性歷史與常規歷史》中回顧說道：「我的目的是幫助學生理解與自己不同的人的價值觀和行為。通過歷史，我們進入其他人的生活，分析塑造這些生活的力量，並最終理解文化的模式。」事實上，當菲利恩被要求教授一門關於美國女性歷史的課程時，過去女性的啟示讓他認識到他學到的不是英雄主義歷史，或者說是她的故事，而是一種補償性歷史。然而，這種想法限制了他的研究。他發現自己在思考女性對男性已經記錄下來的東西的貢獻。我們不應僅有「公共」與「家庭」領域的歷史，而應知道這兩者之間的界線是虛構的。
雖然不是所有女性都是政治家或軍事將領，但男孩們在家庭領域中成長。不僅如此，男性每天都回到他們的私人家庭中。即便是西奧多·羅斯福總統也曾說過「任何不是好丈夫和好父親的人都不能成為一名好公民。」正如歷史需要將家庭歷史納入其中一樣，若不知道男性的私人經歷，就無法理解男性歷史。因此，女性歷史需要將她們的私人經歷與公共生活結合起來。要成功整合這些歷史，世界上不能有代表私人與公共領域的男性與女性領域。公共與私人男女歷史中發現的聯繫需要被系統性地綜合起來，才能成功地整合。因此，僅僅談論兩種歷史的觀念創造了大多數女性主義歷史學家面臨的挑戰。

## 女性主义史学
女性主義史學是女性主義歷史學中的一個顯著面向。朱迪斯·M·班內特是該領域一位重要的作家與研究者。在她的著作《歷史事項：父權制與女性主義的挑戰》中，班內特探討了研究「父權平衡」的重要性。謝麗爾·格倫同樣強調了女性主義史學的重要性，她認為「將女性（或任何其他傳統上被剝奪權力的群體）寫入修辭歷史中，是一種道德上和智力上負責任的行為，能夠打破那些固定的記憶，以解決沉默，挑戰缺席，並肯定女性對公共生活的貢獻。」這一女性主義歷史學的方面檢視通常被認為是經典的歷史著作，並在女性主義的視角下對其進行重新詮釋。

## 也可以參考
- 她的故事
- 女权主义的历史
- 妇女史
- 女权主义數位人文